# Erromenus defectivus
Erromenus defectivus là một loài tò vò trong họ Ichneumonidae.